# Karpacka Półbrygada Obrony Narodowej

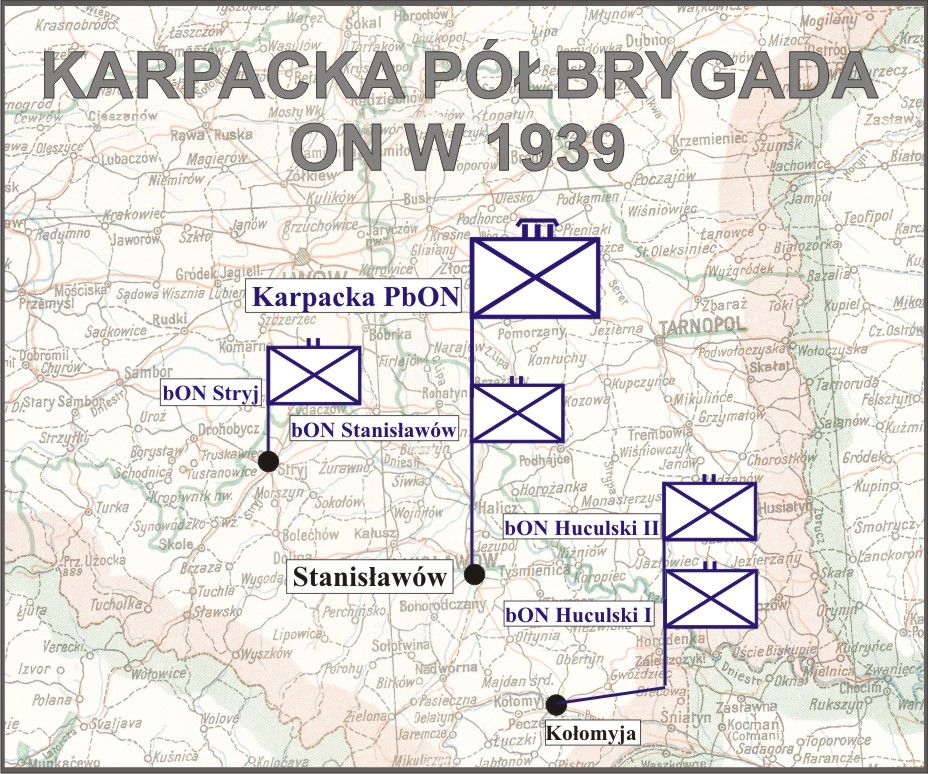
Karpacka Półbrygada ON

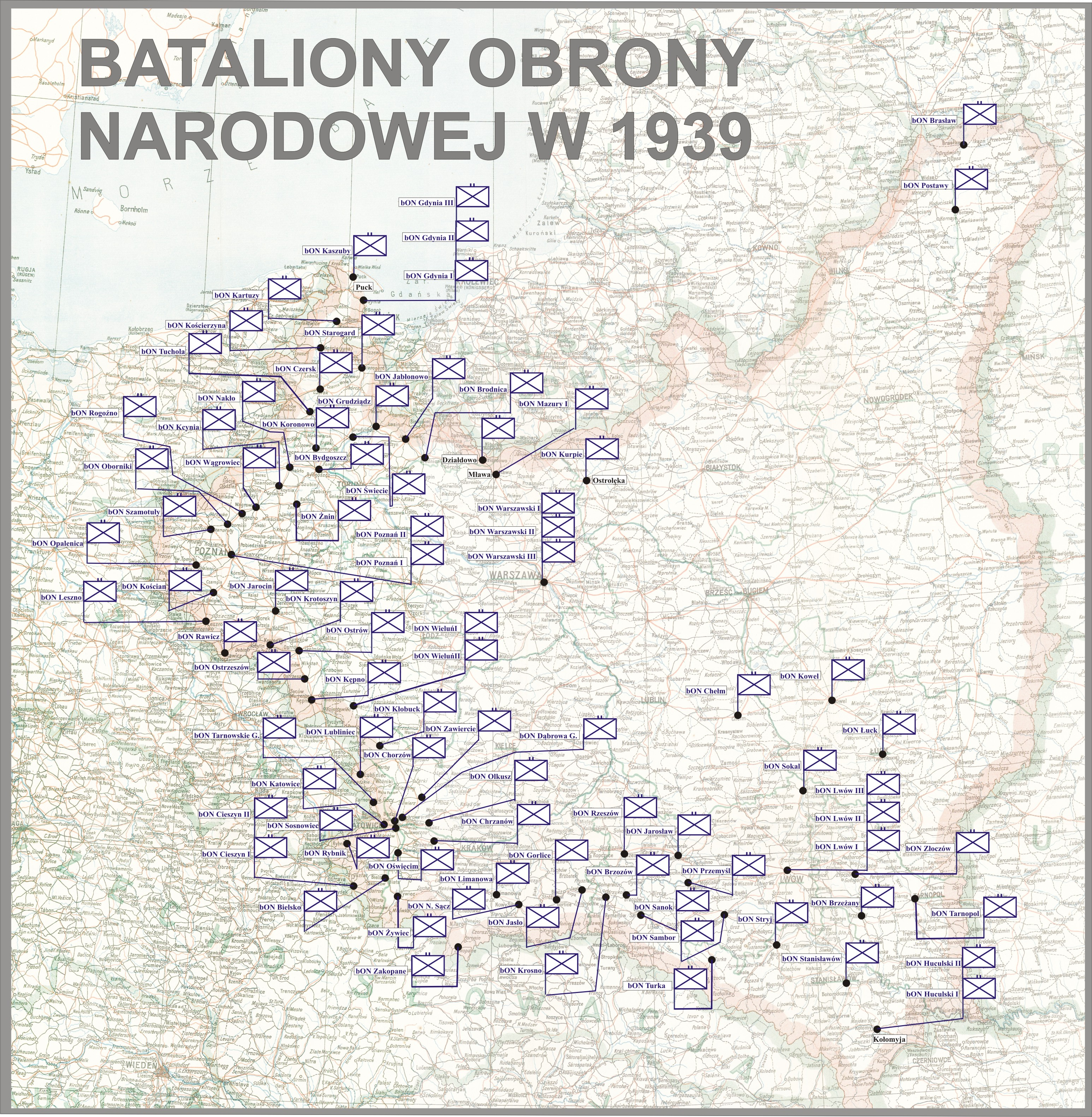
Obrona Narodowa w 1939

Karpacka Półbrygada Obrony Narodowej – półbrygada piechoty Wojska Polskiego II RP.

## Formowanie brygady
Karpacka Półbrygada ON została sformowana w II półroczu 1937 roku na podstawie rozkazu ministra spraw wojskowych L.dz. 1496/Org. tjn. z dnia 12 marca 1937 roku i wytycznych szefa Departamentu Piechoty MSWojsk. w sprawie organizacji jednostek Obrony Narodowej z dnia 12 czerwca 1937 roku.
Dowództwo półbrygady stacjonowało w Stanisławowie przy Dowództwie 11 Karpackiej DP. 
Tam też, przy 48 pułku piechoty Strzelców Kresowych zorganizowano oddział zwiadowców, dowództwo Stanisławowskiego batalionu ON i jego 1 kompanię. W Stryju przy 53 pułku piechoty Strzelców Kresowych sformowany został Stryjski batalion ON i jego 1 kompania. Pozostałe kompanie tego batalionu utworzono w Żydaczowie (2) i Dolinie (3).
W maju 1939, w ramach II fazy organizacji jednostek ON, sformowane zostały dwa nowe pododdziały: I Huculski batalion ON i II Huculski batalion ON. Dla obu batalionów oddziałem gospodarczym był 49 Huculski pułk strzelców w Kołomyi.

## Walki brygady
Kampanię wrześniową Karpacka Półbrygada ON rozpoczęła w składzie Odcinka „Węgry” dowodzonego przez gen. bryg. Władysława Langnera. Odcinek „Węgry” podporządkowany był dowódcy Armii „Karpaty”. Głównym zadaniem Odcinka „Węgry”, a tym samym Karpackiej Półbrygady ON było dozorowanie przejść karpackich na kierunkach wyprowadzających z Węgier na Małopolskę Wschodnią (Lwów, Stanisławów, Kołomyja), a w szczególności na zagłębie naftowe Borysław.
3 września półbrygada przejęła pododcinek „Stryj” dozorowany przez 1 pułk piechoty KOP „Karpaty”. Wymusiło to zmiany w organizacji dowodzenia półbrygadą. Nowym dowódcą pododcinka „Stryj” wyznaczony został mjr Władysław Welz, dowódca Stanisławowskiego batalionu ON. Podporządkowano mu Stryjski batalion ON z 111 kompanią asystencyjną oraz Stanisławowski vatalion ON z 26 kompanią asystencyjną. Dowódca półbrygady, ppłk Franciszek Klein został dowódcą pododcinka „Delatyn”. W dalszym ciągu podlegały mu oba huculskie bataliony ON.
11 września oba pododcinki („Delatyn” i „Stryj”) podporządkował sobie gen. bryg. Stefan Dembiński, który otrzymał od gen. dyw. Tadeusza Kasprzyckiego zadanie zorganizowania Odcinka „Stanisławów” w celu obrony rejonu Drohobycz–Stryj i osłony połączeń z Rumunią na kierunku Stryj – Stanisławów.
14 września Grupa gen. Dembińskiego, bardziej znana jako Grupa „Stryj” została zreorganizowana. Główne siły grupy podzielono na trzy improwizowane pułki piechoty. W skład trzeciego pułku włączone zostały: Stryjski i Stanisławowski bataliony ON oraz improwizowany batalion piechoty zorganizowany w Bolechowie przez kpt. Irakli Kiknadze głównie z nadwyżek 49 pp. Dowódcą 3 pułku Obrony Narodowej mianowany został mjr Władysław Welz. Poza siłami głównymi grupy, w bezpośrednim podporządkowaniu jej dowódcy pozostał nadal pododcinek „Delatyn”.
20 września 3 pułk ON przekroczył granicę na Przełęczy Wyszkowskiej. Następnego dnia granicę węgierską przekroczyły oba huculskie bataliony ON pod dowództwem ppłk Franciszka Kleina.

## Organizacja i obsada personalna
- Dowództwo Karpackiej Półbrygady Obrony Narodowej
  - dowódca – ppłk Franciszek Klein
  - szef sztabu – kpt. Wawrzyniec Matys
- Stryjski batalion ON – mjr Józef Rymarski
- Stanisławowski batalion ON – mjr Władysław Welz
- I Huculski batalion ON – mjr Marian Jasiński
- II Huculski batalion ON – kpt. Józef Pulnarowicz